# 劳拉·桑切斯 (跳水运动员)
劳拉·桑切斯（西班牙語：Laura Sánchez，1985年10月16日—），墨西哥女子跳水运动员。她曾代表墨西哥参加2004年、2008年和2012年夏季奥林匹克运动会跳水比赛，其中2012年奥运会获得一枚铜牌。